# تاتیانا واسیلیوا
تاتیانا واسیلیوا (روسی: Татья́на Григо́рьевна Васи́льевa؛ زادهٔ ۲۸ فوریهٔ ۱۹۴۷) بازیگر اهل اتحاد جماهیر شوروی و روسیه است.
وی همچنین برندهٔ جوایزی همچون هنرمند مردمی فدراسیون روسیه و نشان افتخار فدراسیون روسیه شده‌است.